# Кото-рю
Кото-рю (яп. 虎倒流, Koto-ryū) — традиційна японська школа бойових мистецтв (корю), що спеціалізується на техніках дзюцу, зокрема коппо-дзюцу (удари по кістках). Є однією з дев’яти шкіл, що вивчаються в рамках Bujinkan під керівництвом Масаакі Хацумі.

## Історія
Кото-рю Коппо-дзюцу (虎倒流骨法術, дослівно — «Стиль кидання тигра — мистецтво кісткової техніки») виникла в Японії приблизно в період Муроматі (1336—1573). Її засновником вважається Сакґо Ґенґіші Канецуґу (яп. 佐久間源義兼次). За легендою, він створив стиль після вивчення китайських бойових систем, адаптувавши їх до японської традиції.

## Особливості
Кото-рю вирізняється акцентом на:
- удари по кістках (коппо),
- застосування точок кюшо (вразливих місць),
- короткі, вибухові рухи,
- роботу на ближній дистанції,
- жорсткі кидки, контратехніки й контрударами,
- техніки зі зброєю — короткий меч, ножі, сюрікени тощо.

Методика викладання поділяється на три рівні: тен (небо), чі (земля) і дзін (людина).

## Лінія передачі
Одним із найвідоміших соке (голів школи) у XX столітті був Тосіцуґу Такамацу (1889—1972), який передав традицію своєму учневі — Масаакі Хацумі. Сьогодні школа викладається в рамках Bujinkan Budō Taijutsu.

## Зв'язки з іншими школами
Кото-рю історично пов’язана з іншими школами:
- Ґьокко-рю (Gyokko-ryū)
- Тогакуре-рю (Togakure-ryū)

Ці стилі мають схожі принципи й методики та часто вивчаються разом.

## Сучасне становище
Сьогодні техніки Кото-рю викладаються в організації Bujinkan, заснованій Масаакі Хацумі. Її практикують у багатьох країнах світу.